# Боббі Конві
Боббі Конві (англ. Robert Francis "Bobby" Convey; 27 травня 1983, Філадельфія) — колишній американський футболіст, півзахисник.

## Клубна кар'єра

### Ранні роки
Боббі Конві закінчив футбольну академію Бредентон, яка виховала таких гравців як Лендона Донована, Огучі Оньєву і Дамаркуса Бізлі. Всі вони допомогли юнацькій збірної США до 17 років, зайняти четверте місце на юнацькому  чемпіонаті світу 1999 року, який проходив у Новій Зеландії.

### «Ді Сі Юнайтед»
У 2000 році Конві у віці 16 років був обраний на драфті клубом MLS «Ді Сі Юнайтед». У тому ж році Боббі підписав з клубом контракт. На той момент Конві став наймолодшим гравцем, що підписав професійний контракт і також значився у футбольній програмі «Проект-40», яка спонсорувалась компанією Adidas, ця програма заохочує ранній початок кар'єри (без закінчення коледжу) в американській лізі, до 2005 року програма спонсорувалась компанією Nike. 

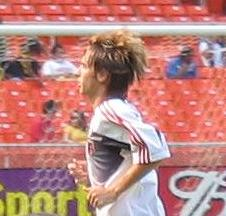
Боббі Конві під час виступів за «Ді Сі Юнайтед». 2004 рік.

Дебют Конві у складі «Ді Сі Юнайтед» відбувся 25 березня 2000 року на домашньому стадіоні «Роберт Ф. Кеннеді» проти «Лос-Анджелес Гелаксі», Конві з'явився у матчі, вийшовши на заміну, але дебют видався невдалим, «Ді Сі Юнайтед» програв з рахунком 0:4. Через три місяці Конві забив свій перший гол за «Ді Сі», 4 липня 2000 року Боббі відзначився в матчі проти «Колорадо Рапідз». У своєму першому сезоні за «Ді Сі Юнайтед» Конві зіграв в 22 матчах, з яких у 18 починав матч в основному складі.
Боббі відмінно проявив себе в матчі проти англійського «Ньюкасл Юнайтед» під час передсезонного турне «Ньюкасла». Віддавши дві результативні паси і показавши свій потенціал, він привернув увагу головного тренера «Ньюкасла», знаменитого Боббі Робсона. За чотири з половиною сезони Конві забив 8 м'ячів і віддав 16 результативних паси.

### «Редінг»
Талановитого лівого півзахисника влітку 2003 року спробував підписати англійський «Тоттенгем Готспур», клуб погодився на суму трансферу в 3 млн $, але угода не відбулася, оскільки Конві не видали дозвіл на роботу, через його брак виступів за основну збірну США. Тоді, 22 липня 2004 року, після п'яти сезонів з «Ді Сі Юнайтед», Конві підписав трирічний контракт з англійським «Редінгом», що виступав у Чемпіонаті Футбольної Ліги.
Конві дебютував за «Редінг» у програному матчі проти «Вест Гема» (0:1), вийшовши на заміну. Своєю першою появою в основному складі Конві відзначився в матчі проти «Шеффілд Юнайтед» (1:0) 14 серпня 2004 року. У перший сезон Боббі провів всього 7 матчів як гравець основного складу та 15 матчів, вийшовши на заміну.

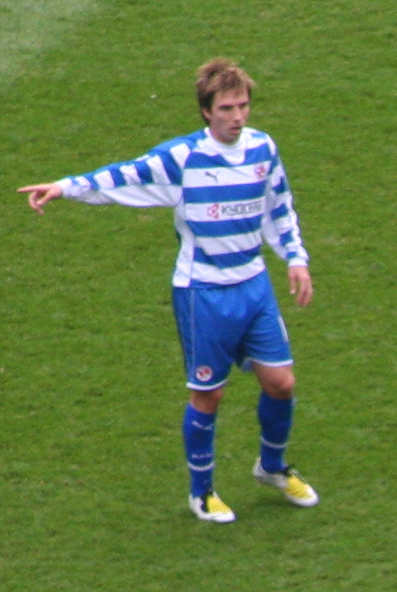
Боббі Конві у складі «Редінга». 2008 рік.

У сезоні 2005/06 Конві став більше з'являтися в складі команди, він допоміг «Редінгу» виграти Чемпіонат Футбольної Ліги, і встановити новий англійський рекорд: 106 голів у 46 матчах. Перший гол за «Редінг» Боббі забив «Міллволлу», матч закінчився з рахунком 5:0. Англійський футбольний журнал «FourFourTwo» назвав Конві, як десятим найкращим гравцем в Чемпіонаті Футбольної Ліги.
Перший матч для Боббі Конві в англійській Прем'єр Лізі розпочався з перемоги над «Мідлсбро» 3:2, 19 серпня 2006 року. Однак більшу частину сезону Конві пропустив через травму, отриману під час тренування, і наступну операції.
Повернувся у футбол Конві тільки 28 липня 2007 року, відігравши один тайм у матчі передсезонного збору проти «Брайтона». В основний склад він повернувся в переможному матчі (1:0) проти «Евертона» 18 серпня 2007 року.
6 лютого 2009 року Конві і «Редінг» досягли взаємної згоди щодо розриву контракту і американець покинув клуб.

### «Сан-Хосе Ерсквейкс»
Через чотири дні після звільнення з «Редінга» Боббі повернувся в MLS, підписавши контракт з «Сан-Хосе Ерсквейкс». Він забив свій перший гол за клуб 11 квітня 2009 року проти «Чикаго Файр», граючи лівого захисника. 

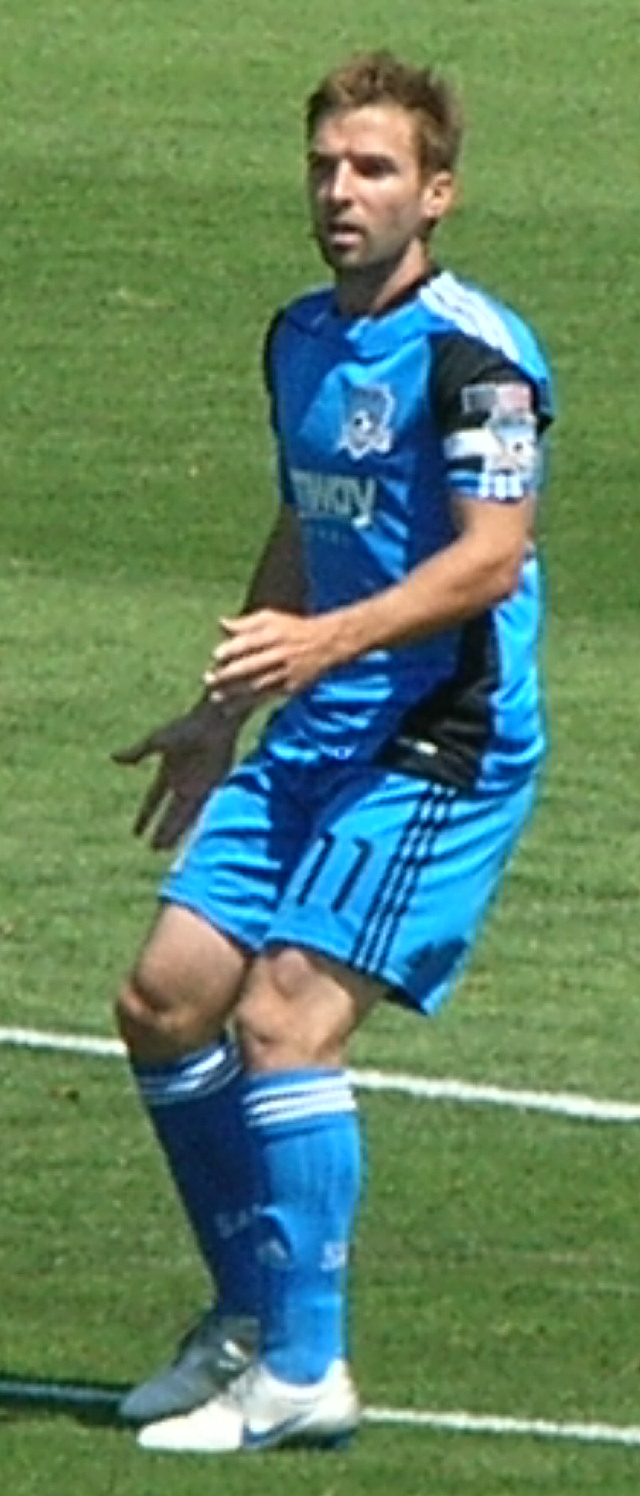
Боббі Конві у складі «Сан-Хосе Ерсквейкс». 2010 рік.

У 2010 році Конві віддав 10 результативних передач і отримав нагороду MLS Awards в номінації «Повернення року» (англ. MLS Comeback Player of the Year Award), якою нагороджуються гравці, які показали вражаюче поліпшення після подолання серйозних травм або після попереднього спаду в кар'єрі. Після погіршення відносин з головним тренером клубу Френком Єллопом, було оголошено, що Конві не залишиться в «Сан-Хосе» на сезон 2012 року. Всього протягом своїх трьох сезонів в клубі Конві зіграв в 75 матчах і забив 3 голи.

### «Спортінг Канзас-Сіті»
2 грудня 2011 року «Спортінг Канзас-Сіті» оголосив, що він придбав Конві в обмін на використання «Сан-Хосе» їх слоту для іноземних гравців протягом сезону 2012 року.

### «Торонто»
16 травня 2013 року «Торонто» оголосило, що вона придбала Боббі Конві в обмін на третій раунд MLS SuperDraft 2014. У своєму єдиному сезоні в «Торонто» Конві з'явився в 21 матчі, забив 1 гол і віддав 4 передачі.

### «Нью-Йорк Ред Буллз»
13 грудня 2013 року Конві був проданий в «Нью-Йорк Ред Буллз» разом з другим раундом MLS SuperDraft 2014, в обмін на перший раунд MLS SuperDraft 2014 і третій раунд MLS SuperDraft 2016. Проте через травму футболіст провів за клуб лише один сезон і 2 грудня 2014 року змушений був завершити ігрову кар'єру.

### Кар'єра в збірній
199 року виступав за юнацьку збірну США, у складі якої був учасником чемпіонату світу. Згодом Боббі був капітаном молодіжної збірної США (до 20 років) на молодіжному чемпіонаті світу 2003 року в Об'єднаних Арабських Еміратах.
За національну збірну США Конві дебютував 25 жовтня 2000 року у грі проти збірної Мексики, ставши третім за віком дебютантом збірної. Конві був учасником чемпіонату світу 2006, виступаючи на ньому під 15-м номером, і зіграв у всіх трьох матчах, ставши першим гравцем «Редінга» (разом з Маркусом Ганеманом), що зіграв на чемпіонаті світу.
Всього Конві за збірну США з 2000 по 2008 рік провів 46 матчів і забив один гол (на Золотому кубку КОНКАКАФ 2003 року проти Коста-Рики).

## Статистика
| Чемпіонат | Чемпіонат              | Чемпіонат           | Ліга | Ліга | Кубок           | Кубок           | Кубок ліги             | Кубок ліги             | Всього | Всього |
| Сезон     | Клуб                   | Ліга                | Ігри | Голи | Ігри            | Голи            | Ігри                   | Голи                   | Ігри   | Голи   |
| США       | США                    | США                 | Ліга | Ліга | Відкритий кубок | Відкритий кубок | Кубок МЛС              | Кубок МЛС              | Всього | Всього |
| --------- | ---------------------- | ------------------- | ---- | ---- | --------------- | --------------- | ---------------------- | ---------------------- | ------ | ------ |
| 2000      | «Ді Сі Юнайтед»        | Major League Soccer | 22   | 0    | 2               | 0               | 0                      | 0                      | 24     | 0      |
| 2001      | «Ді Сі Юнайтед»        | Major League Soccer | 12   | 1    | 1               | 0               | 0                      | 0                      | 13     | 1      |
| 2002      | «Ді Сі Юнайтед»        | Major League Soccer | 26   | 5    | 0               | 0               | 0                      | 0                      | 26     | 5      |
| 2003      | «Ді Сі Юнайтед»        | Major League Soccer | 19   | 2    | 1               | 0               | 2                      | 0                      | 22     | 2      |
| 2004      | «Ді Сі Юнайтед»        | Major League Soccer | 10   | 0    | 0               | 0               | 0                      | 0                      | 10     | 0      |
| Англія    | Англія                 | Англія              | Ліга | Ліга | Кубок Англії    | Кубок Англії    | Кубок англійської ліги | Кубок англійської ліги | Всього | Всього |
| 2004/05   | «Редінг»               | Чемпіоншіп          | 18   | 0    | 2               | 0               | 2                      | 0                      | 22     | 0      |
| 2005/06   | «Редінг»               | Чемпіоншіп          | 45   | 7    | 0               | 0               | 0                      | 0                      | 45     | 7      |
| 2006/07   | «Редінг»               | Прем'єр-ліга        | 9    | 0    | 3               | 0               | 0                      | 0                      | 12     | 0      |
| 2007/08   | «Редінг»               | Прем'єр-ліга        | 20   | 0    | 2               | 0               | 2                      | 1                      | 24     | 1      |
| 2008/09   | «Редінг»               | Чемпіоншіп          | 6    | 0    | 1               | 0               | 2                      | 0                      | 9      | 0      |
| США       | США                    | США                 | Ліга | Ліга | Відкритий кубок | Відкритий кубок | Кубок МЛС              | Кубок МЛС              | Всього | Всього |
| 2009      | «Сан-Хосе Ерсквейкс»   | Major League Soccer | 26   | 1    | 1               | 0               | -                      | -                      | 27     | 1      |
| 2010      | «Сан-Хосе Ерсквейкс»   | Major League Soccer | 28   | 1    | 1               | 0               | 3                      | 2                      | 32     | 3      |
| 2011      | «Сан-Хосе Ерсквейкс»   | Major League Soccer | 21   | 1    | 0               | 0               | 0                      | 0                      | 21     | 1      |
| 2012      | «Спортінг Канзас-Сіті» | Major League Soccer | 16   | 1    | 0               | 0               | 1                      | 0                      | 17     | 1      |
| 2013      | «Спортінг Канзас-Сіті» | Major League Soccer | 3    | 0    | 0               | 0               | 0                      | 0                      | 3      | 0      |
| Канада    | Канада                 | Канада              | Ліга | Ліга | Кубок Канади    | Кубок Канади    | Кубок Ліги             | Кубок Ліги             | Всього | Всього |
| 2013      | «Торонто»              | Major League Soccer | 21   | 1    | 0               | 0               | 0                      | 0                      | 21     | 1      |
| США       | США                    | США                 | Ліга | Ліга | Відкритий кубок | Відкритий кубок | Кубок МЛС              | Кубок МЛС              | Всього | Всього |
| 2014      | «Нью-Йорк Ред Буллз»   | Major League Soccer | 13   | 0    | 1               | 0               | 0                      | 0                      | 14     | 0      |
| Країна    | США                    | США                 | 196  | 12   | 7               | 0               | 6                      | 2                      | 209    | 14     |
| Країна    | Англія                 | Англія              | 98   | 7    | 8               | 0               | 6                      | 1                      | 112    | 8      |
| Країна    | Канада                 | Канада              | 21   | 1    | 0               | 0               | 0                      | 0                      | 21     | 1      |
| Всього    | Всього                 | Всього              | 315  | 20   | 15              | 0               | 12                     | 3                      | 342    | 23     |

### Досягнення
- Чемпіон Англійської Футбольної Ліги: 2006
- Володар Відкритого кубка США: 2012
- Бронзовий призер Золотого кубка КОНКАКАФ: 2003